# Rebecca Soni
Rebecca Soni (ur. 18 marca 1987 w Freehold) – amerykańska pływaczka, trzykrotna mistrzyni olimpijska, czterokrotna mistrzyni świata, aktualna rekordzistka świata na krótkim basenie.

## Życiorys
Na igrzyskach olimpijskich w Pekinie w 2008 roku najpierw w wyścigu na 100 m stylem klasycznym zdobyła srebrny medal, a trzy dni później 15 sierpnia 2008 została mistrzynią olimpijską w wyścigu na 200 m stylem klasycznym poprawiając rekord świata wynikiem 2:20,22 min.
27 lipca 2009 podczas mistrzostw świata w Rzymie, w półfinale 100 m stylem klasycznym wynikiem 1:04,84 pobiła rekord świata. Jest pierwszą kobietą, która złamała barierę 1 min 5 s na tym dystansie. Dzień później wywalczyła złoty medal w tej konkurencji. 2 sierpnia 2009 podczas mistrzostw w Rzymie zdobyła srebro w wyścigu na 50 m stylem klasycznym.
30 lipca 2012 podczas igrzysk w Londynie zdobyła srebrny medal w wyścigu na 100 m stylem klasycznym. Trzy dni później zdobyła złoty medal na dystansie dwukrotnie dłuższym, uzyskawszy czas 2:19,59 min, poprawiając swój rekord świata, ustanowiony dzień wcześniej w półfinale. Stała się jednocześnie pierwszą zawodniczką, która przepłynęła 200 m żabką poniżej 2 min 20 s.
30 stycznia 2014 zakończyła sportową karierę.

## Rekordy świata

### Basen 50 m
| Data             | Miejsce | Konkurencja               | Rezultat    | Status                                   |
| ---------------- | ------- | ------------------------- | ----------- | ---------------------------------------- |
| 15 sierpnia 2008 | Pekin   | 200 m stylem klasycznym   | 2:20,22 min | do 30 lipca 2009 Annamay Pierce          |
| 17 lipca 2009    | Rzym    | 100 m stylem klasycznym   | 1:04,84 min | do 7 sierpnia 2009 Jessica Hardy         |
| 1 sierpnia 2012  | Londyn  | 200 m stylem klasycznym   | 2:20,00 min | do 2 sierpnia 2012                       |
| 2 sierpnia 2012  | Londyn  | 200 m stylem klasycznym   | 2:19,59 min | do 1 sierpnia 2013 Rikke Møller Pedersen |
| 4 sierpnia 2012  | Londyn  | 4 × 100 m stylem zmiennym | 3:52,05 min | do 30 lipca 2017                         |

### Basen 25 m
| Data            | Miejsce    | Konkurencja             | Rezultat    | Status                                 |
| --------------- | ---------- | ----------------------- | ----------- | -------------------------------------- |
| 18 grudnia 2009 | Manchester | 200 m stylem klasycznym | 2:14,57 min | aktualny                               |
| 19 grudnia 2009 | Manchester | 100 m stylem klasycznym | 1:02,70 min | do 12 października 2013 Rūta Meilutytė |

## Wyróżnienia
- 2010: najlepsza Pływaczka Roku na Świecie
- 2009, 2010: najlepsza Pływaczka Roku w USA